# Gracula religiosa

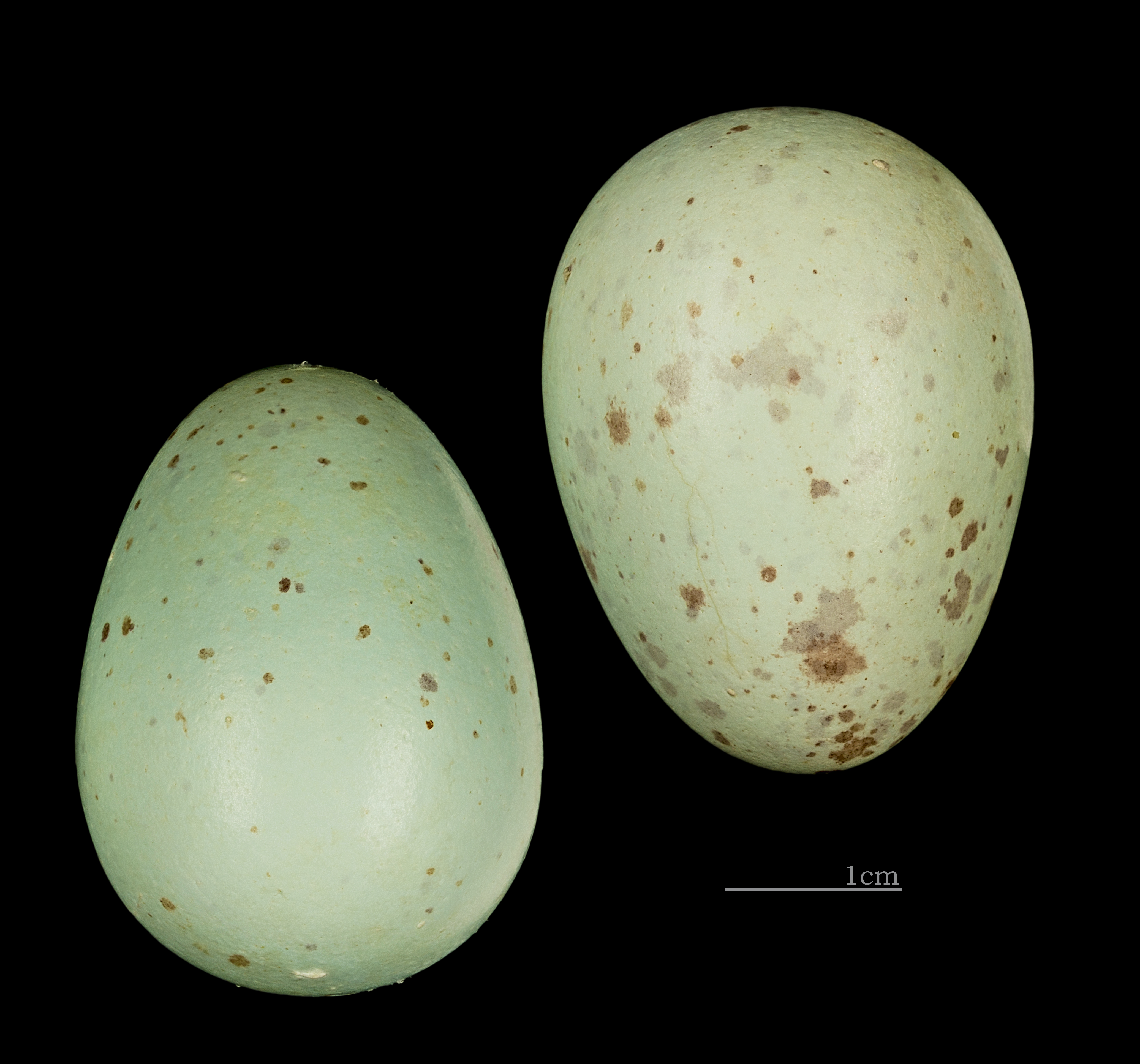
Uova di Gracula religiosa

Il merlo indiano (Gracula religiosa Linnaeus, 1758) conosciuto anche come maina, mainate e gracula, è un uccello, appartenente alla famiglia degli Sturnidi.

## Descrizione
Ha piumaggio nero brillante, testa grossa, due caruncole gialle protese all'indietro ai lati del capo, becco robusto e con due evidenti cavità alla base e coda corta. Ha una lunghezza variabile tra i 24 e i 39 cm e un peso massimo di 250 gr e ricava spesso il suo nido nelle cavità degli alberi (a volte usando vecchi nidi di picchi).

Le sue uova sono azzurrine macchiate di bruno o rosa. In cattività, vive dai 15 ai 20 anni se tenuto bene. In rarissimi casi arriva ai 30 anni d'età.

## Distribuzione
Vive prevalentemente nelle zone pedemontane e più ricche di alberi nell'area tropicale asiatica (India, Sri Lanka, Indonesia e Malaysia).

## Commercializzazione
Con la legge che vieta l'importazione degli animali esotici (legge europea in vigore dal 2016) non è più possibile richiederla se non in allevamenti specializzati.

## Biologia

### Alimentazione
Pur essendo una specie onnivora, la gracula si nutre prevalentemente di frutti carnosi, ma non disdegna semi e insetti.
Per tradizione il prezzemolo è considerato velenoso per il merlo indiano.

### Voce
Ha un'ottima capacità imitativa vocale, che dipende soprattutto dall'età (le giovani gracule imparano meglio di quelle anziane). I migliori imitatori sono comunque gli esemplari in cattività. I più dotati sono in grado di imitare il timbro della voce umana, di riprodurre diversi motivetti e, in generale, ogni sorta di suono udito nel locale di allevamento. Gli individui dei due sessi sono simili tra loro.